# Abóbrica
Abóbrica fue una ciudad de España en la antigüedad, situada en las cercanías del río Miño. Su nombre nos llega por haber sido citada por Plinio el Viejo y Pomponio Mela. Algunas teorías apuntan a que Abóbrica habría estado emplazada en la actual Ribadavia, en la provincia gallega de Orense. Otras teorías apuntan a la citania prerromana de Santa Tecla en Pontevedra.